# Jordi Solé Tura
Jordi Solé Tura (ur. 23 maja 1930 w Mollet del Vallès, zm. 4 grudnia 2009 w Barcelonie) – hiszpański i kataloński polityk, prawnik oraz nauczyciel akademicki, parlamentarzysta, minister kultury (1991–1993), jeden z twórców hiszpańskiej konstytucji uchwalonej w okresie demokratyzacji w 1978.

## Życiorys
Urodził się w rodzinie piekarzy. W 1958 ukończył studia prawnicze na Uniwersytecie Barcelońskim. W 1956 został wykluczony z uczelni za udział w pierwszym kongresie studentów, jednak przywrócono go w 1957. Od 1956 należał do nielegalnej w okresie frankistowskim komunistycznej partii katalońskiej PSUC, z której wystąpił w 1964. Od 1958 był nauczycielem akademickim na macierzystej uczelni. W 1961 w obawie przed represjami wyemigrował, pracował we Francji i Rumunii, po powrocie do kraju w 1965 ponownie zajął się działalnością akademicką. Z przyczyn politycznych wkrótce został zwolniony, zajmował się tłumaczeniami, a w 1967 obronił doktorat. Powrócił na uniwersytet po dwuletniej przerwie. W 1969 przez pół roku był więziony. Wykładał następnie na Uniwersytecie Autonomicznym w Barcelonie. Później ponownie uczyła na Uniwersytecie Barcelońskim, w 1982 objął stanowisko profesora, a w 1985 został dziekanem wydziału prawa.
W połowie lat 70. powrócił do aktywnej działalności politycznej. Został członkiem komitetu centralnego PSUC i komitetu centralnego Komunistycznej Partii Hiszpanii. W latach 1977–1982 sprawował mandat posła do konstytuanty oraz do Kongresu Deputowanych I kadencji. Znalazł się w siedmioosobowym zespole, który opracował przyjętą w 1978 nową demokratyczną konstytucję. W 1983 krótko był radnym Barcelony. Czasowo wycofał się z aktywności politycznej, koncentrując się na pracy naukowej.
Dołączył wkrótce do Partii Socjalistów Katalonii, wchodzącej w skład Hiszpańskiej Socjalistycznej Partii Robotniczej. W 1988 uzyskał mandat posła do katalońskiego parlamentu. W latach 1989–2000 z ramienia socjalistów zasiadał w Kongresie Deputowanych IV, V i VI kadencji. Od marca 1991 do lipca 1993 był ministrem kultury w trzecim rządzie Felipe Gonzáleza.
W 2004 zdiagnozowano u niego chorobę Alzheimera. Jego syn Albert Solé zrealizował film dokumentalny Bucarest, la memoria perdida, poświęcony walce ojca z tą chorobą. Otrzymał za niego w 2009 nagrodę Goya.
Odznaczony Krzyżem Wielkim Orderu Karola III (1993).